# Связь в Словакии
Связь в Словакии включает телефонные проводные и мобильные соединения, радиовещание, телевидение и Интернет.

## Телефонная связь

### Выделенные линии
Рынок телефонных выделенных линий в Словакии появился после приватизации компании Slovak Telecom 18 июля 2000, 51% акций был приобретён немецкой компанией Deutsche Telekom за 44 миллиарда словацких крон (примерно 1 миллиард евро), 49% акций остались за Правительством Словакии (39% получило министерство транспорта, строительства и регионального развития, а 15% — фонд государственной собственности). В обмен на продажу акций Deutsche Telekom решил заняться переводом сети выделенных линий из аналогового в цифровой формат, обязавшись завершить работу к концу декабря 2004 года. В 2003 году компания Slovak Telecom была переименована в филиал T-Com, а с 2002 года началась либерализация на рынке телефонных линий, завершившаяся к 1 января 2003.
В 2010 году в Словакии насчитывалось более 100 компаний, занимавшихся предоставлением услуг телефонной связи, однако при этом большинство из них не распространяли активно свои услуги. Наиболее популярными операторами связи являются T-Com, Orange, Dial Telecom, SWAN and UPC. На рынке оперируют также несколько региональных провайдеров. Многие из операторов предлагают абонентам одновременные услуги телефонной связи, широкополосного доступа в Интернет и даже настройку цифрового телевидения. Максимальное число подобных клиентов, принимавших такие предложения, составляет 78049 человек (при 41734 клиентах к 20 июня 2008). Однако на фоне роста популярности сотовой связи в последние годы рынок выделенных линий перестал быть прибыльным: к 2010 году в стране их насчитывалось всего 994421 при 1655380 подобных линиях в 1999 году (падение более чем на 60%). Основные характеристики телефонных выделенных линий в стране:
- Всего насчитывается 1,1 млн. линий (75-е место в мире на 2011 год)[6].
- В среднем приходится 18,31 линий на 100 человек (по состоянию на 2010 год)[5].
- Полностью проведена оцифровка сети выделенных линий[5].
- Дома с выделенными линиями: 39% от всех (по состоянию на 2010 год)[5].

### Мобильная связь
В начале 1990-х годов на рынке Словакии появился первый оператор сотовой связи, Eurotel Bratislava (филиал NMT), и в 1997 году филиал оператора EuroTel, входивший в государственную телекоммуникационную компанию Slovenské Telekomunikácie (Slovak Telecom) начал предоставлять первые услуги GSM. 3 мая 2005 EuroTel был приватизирован и стал называться T-Mobile, став полноценным словацким филиалом международной компании. Вторым оператором сотовой связи стал GlobTel, образованный 15 января 1997 как национальное отделение France Télécom; 27 марта 2002 был переименован в Orange Slovensko. Telefónica Europe — третий оператор в хронологическом порядке, появившийся в феврале 2007 года под брендом O2 Slovakia (ранее известен как Telefónica Slovakia). В настоящее время на словацком рынке телекоммуникаций присутствуют и виртуальные операторы: Tesco Mobie и FunFón. Основные характеристики мобильной связи в стране:
- 6 миллионов абонентов мобильной связи (99-е место в 2011 году). Некоторые из абонентов используют системы оповещения, встроенные при производстве телефонов, для связи в GSM-зоне[6].
- В среднем на 100 человек приходится 105,12 телефонов (по состоянию на 2010 год)[5].
- Зона национального покрытия GSM: 95,9% территории, 99,6% населения (по состоянию на 2010 год)[5].

### Телефонная система
- Международный код: +421, три международные станции (одна в Братиславе, две в Банске-Бистрице)
- Номера экстренных служб:
  - 112: спасательная служба Евросоюза (национальный колл-центр подсоединён непосредственно к колл-центрам полиции, скорой помощи, пожарной службы и горно-спасательной службы).
  - 158: вызов полиции
  - 155: вызов скорой помощи
  - 150: вызов пожарной бригады
  - 18300: вызов горно-спасательной службы

## Радио
Государственным вещателем является Радио и телевидение Словакии, которое с 2008 года отвечает за национальное и региональное радиовещание. В стране насчитывается 20 частных радиостанций (на 2008 год), радиослушателей в 1997 году было 3,12 млн. На июнь 2012 года самыми популярными радиостанциями были:
- Rádio Expres — 19,5% аудитории
- Rádio Slovensko — 17,0% аудитории
- Fun Rádio — 12,3% аудитории
- Jemné Melódie — 8,2% аудитории
- Rádio Europa 2 — 7,7% аудитории
- Rádio Regina — 6,3% аудитории
- Rádio Viva — 5,4% аудитории

## Телевидение
Государственным вещателем является Радио и телевидение Словакии, которое с 2008 года отвечает за национальное и региональное телевещание. В стране насчитывается два государственных телеканала: Jednotka (общественно-информационный) и Dvojka (развлекательный). До 2011 года был спортивный телеканал Trojka, закрытый из-за банкротства. С учётом всех региональных телеканалов в стране в 2008 году было 35 телестанций. Телезрителями являлись 2,62 миллиона человек в 1997 году.
40 процентов домов имеют многоканальное кабельное или спутниковое телевидение с 2008 года. С 2004 по 2012 годы в Словакии состоялся переход от аналогового формата к цифровому: появились четыре общенациональных мультиплекса и множество региональных.

## Интернет
Темпы развития Интернета в Словакии являются одними из самых высоких в мире и самыми высокими в Центральной и Восточной Европе. Широкополосный доступ предоставляют различные операторы: T-Com, T-Mobile, Orange Slovensko и UPC. Возможно подключение по оптоволоконной линии. ADSL, ADSL2+ и VDSL доступны в каждом городе. Основные характеристики словацкого сегмента Глобальной сети:
- Национальный домен: .sk[6].
- Около 4,4 млн. интернет-пользователей, что эквивалентно 80% населения на 2012 год[7].
- 1,4 млн. хостов (41-е место в мире по состоянию на 2012 год)[6].

### Цензура
Законом не предусмотрено государственного вмешательства в дела национального сегмента Интернета, запрещено отслеживание электронной почты или общения в чатах без юридического разрешения, однако полиция занимается мониторингом сайтов и арестовывает лиц по подозрению в оскорблении или клевете (для нарушителей предусмотрен штраф или арест). Законом гарантируется свобода слова и прессы, запрещаются оскорбление по национальному признаку (до трёх лет тюрьмы) и отрицание Холокоста (от полугода до трёх лет тюрьмы). Гарантируется неприкосновенность частной жизни, тайны переписки, телеграфных и телефонных сообщений. Обыск по адресу прописки человека может проводиться только с его согласия.
В 2011 году в Словакии был принят закон, который позволял блокировать веб-серверы, предоставляющие услуги интернет-казино без наличия словацкой лицензии на организацию подобного бизнеса. Противники закона утверждают, что этот закон предназначается не для политики протекционизма словацкого бизнеса, а для ужесточения цензуры.